# Rhynchospora plumosa
Rhynchospora plumosa är en halvgräsart som beskrevs av Stephen Elliott. Rhynchospora plumosa ingår i släktet småag, och familjen halvgräs. Inga underarter finns listade i Catalogue of Life.